# Vieux-Rodez
Pour l’article homonyme, voir Vieux Rodez (fromage).
Le Vieux-Rodez correspond au centre-ville de Rodez, préfecture de l'Aveyron.

## Géographie
Ce quartier est situé au centre de la ville, formant une sorte de patatoïde, encerclée par les boulevards d'Estourmel, Belle Isle, de la République, Denys Puech, Flaugergues, Laromiguière et Gally
.

## Histoire
Le Vieux-Rodez constitue le berceau de la ville de Rodez, à partir du XIIe siècle les Comtes de Rodez y résident. Durant le Moyen Âge, le périmètre de la ville ne dépasse pas les limites des boulevards actuels, qui se situent d'ailleurs au niveau des remparts médiévaux. La façade ouest de la cathédrale ainsi que les murs de l'évêché font par ailleurs office de muraille. Ces mêmes remparts sont encore visibles actuellement. Ils longent l'intégralité du boulevard d'Estourmel et une partie des boulevards Belle Isle et de la République.

## Urbanisme
De nombreuses rues piétonnes du centre historique ont été rénovées en 2012. Outre l’entretien courant des anciens réseaux d’eau potable et d’assainissement en sous-sol, les revêtements de surface de la place de la Cité, de la rue Frayssinous, de la place Emma-Calvé, de la rue du Touat, de la rue Neuve, du Boulevard Gambetta et de la rue Louis-Blanc ont été revus. Ayant pour objectif le renforcement du caractère piétonnier entre les différentes places et rues du centre historique, ces rénovations ont conduit à bien séparer la circulation automobile de la circulation piétonne. L’ensemble des matériaux déployés (pavage, ciment, mobilier urbain etc.) a été choisi dans un souci de cohérence et de respect du caractère ancien du centre-ville (vestiges historiques de la cité notamment) et de la cathédrale Notre-Dame, plus précisément.

## Accès
La ligne B du réseau de transport urbain Agglobus relie, avec un cadencement de 10 minutes, le centre-ville de Rodez au quartier de Bourran. De nombreux arrêts de bus du réseau Agglobus de Rodez Agglomération desservent le Vieux-Rodez. L'arrêt de bus Place Foch est le plus fréquenté.
Arrêts de bus : Place Foch, Place d'Armes, Évêché, Collège Fabre, Musée, Boule d'or, Palais de Justice.

## Lieux et monuments

### Grandes places
- Place d'Armes
- Place du Bourg
- Place de la Cité
- Place Foch
- Place Raynaldy

### Musées
- Musée des beaux-arts Denys-Puech
- Musée Fenaille - Hôtel de Jouéry
- Galerie Sainte-Catherine

### Monuments civils
- Palais de Justice
- Collège Fabre

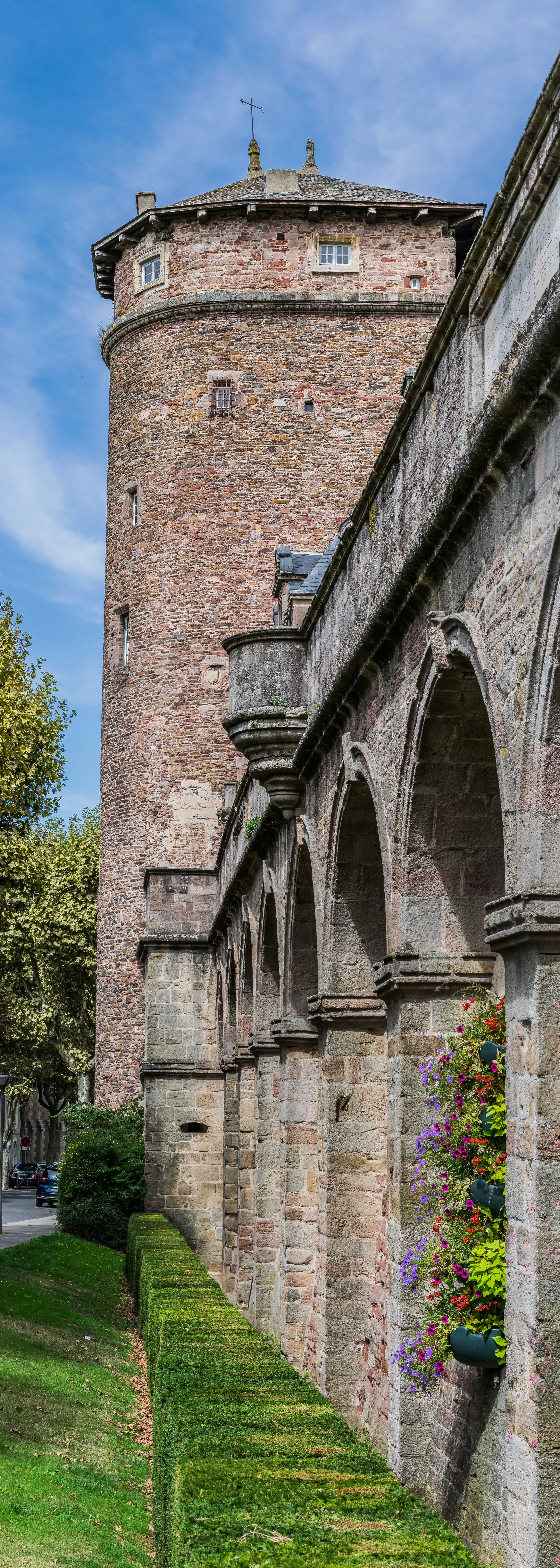
La tour Corbieres dans le vieux Rodez. Aout 2018.

- Lycée Louis Querbes (Ancien séminaire de Rodez)
- Lycée François d'Estaing
- Rempart Antique de Segodunum, (fin IIIe - début IVe)
- Tour Corbières
- Tour Maje
- Tour Raynalde
- Maison d'Armagnac
- Conservatoire à rayonnement départemental de l'Aveyron

### Monuments administratifs
- Hôtel de Ville
- Hôtel du District
- Hôtel Lenormand d'Ayssènes, préfecture de l'Aveyron

### Monuments religieux
- Cathédrale Notre-Dame de Rodez (XIIIe - XVIe s)
- Église Saint-Amans
- Chapelle de l'ancien collège des Jésuites (XVIIe s)
- Évêché
- Maison canoniale (XVe s[5])
- Palais Épiscopal (XVIIe s)

## Galerie

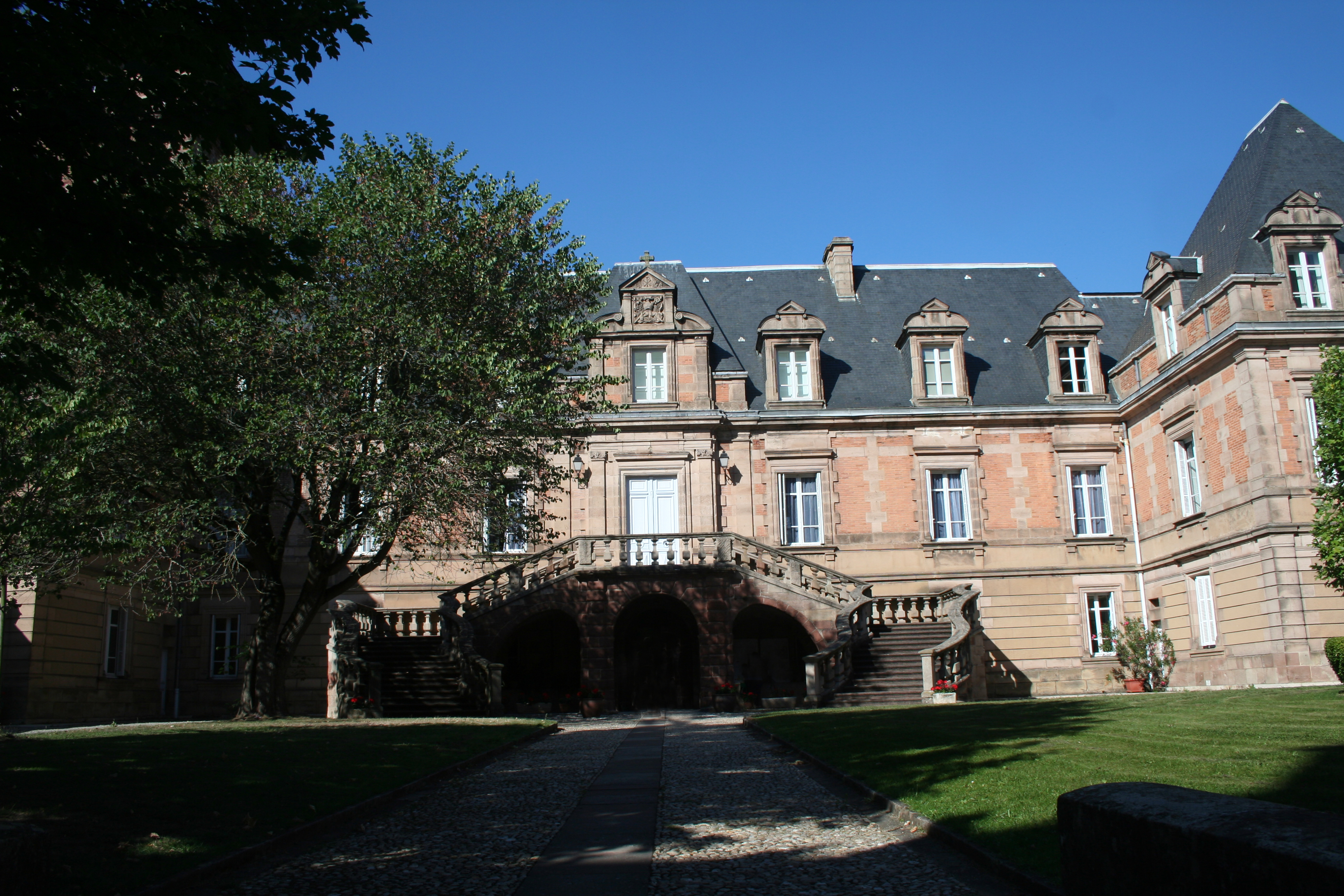
Évêché
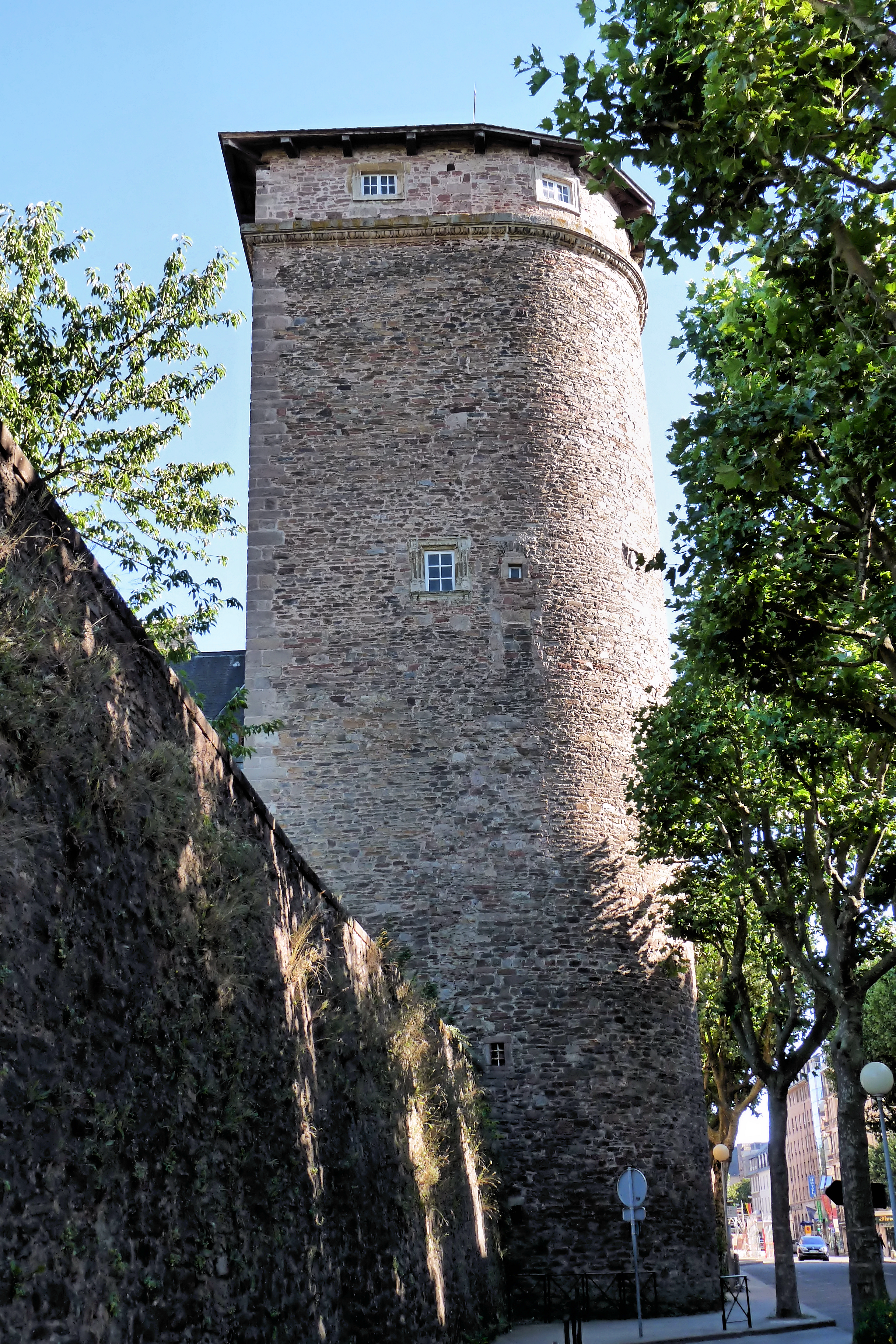
Tour des Corbières (XVe siècle)
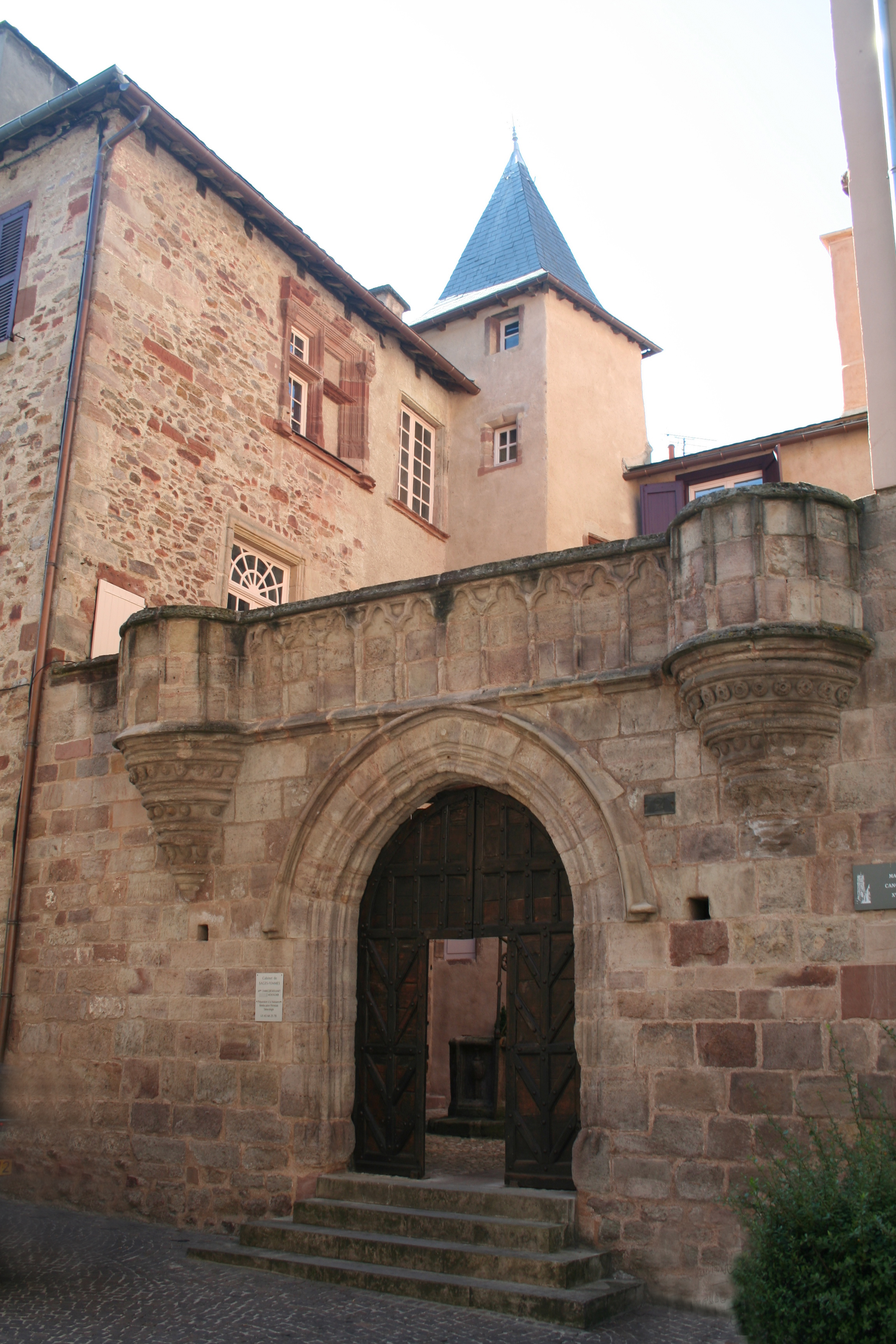
Maison Canoniale
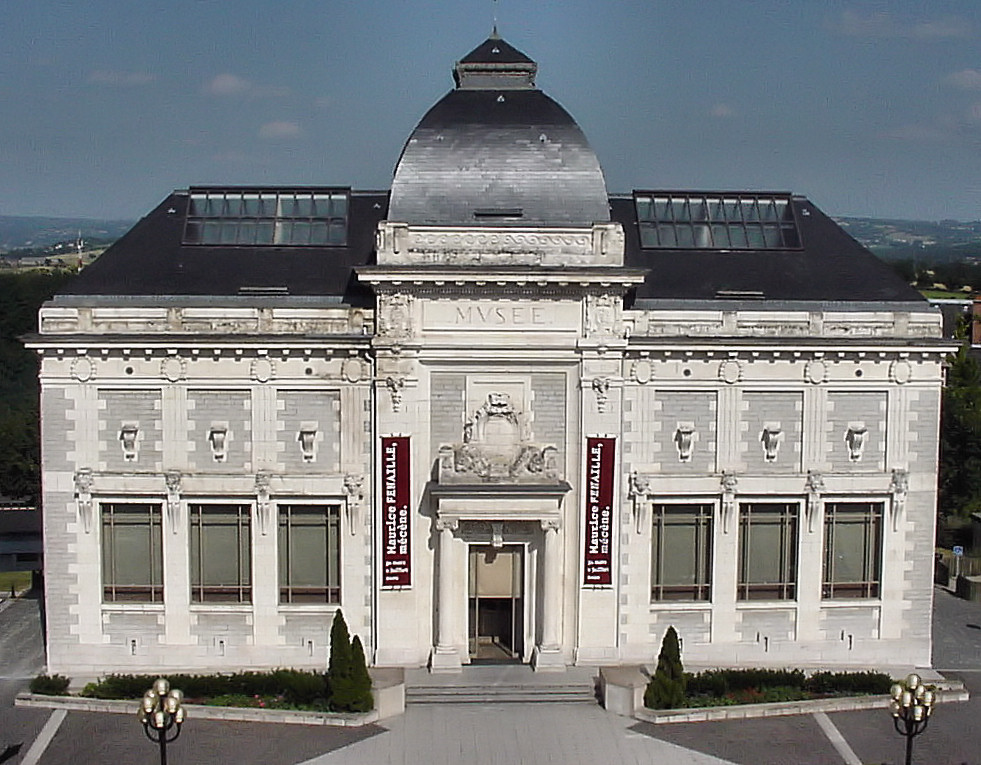
Musée Denys-Puech
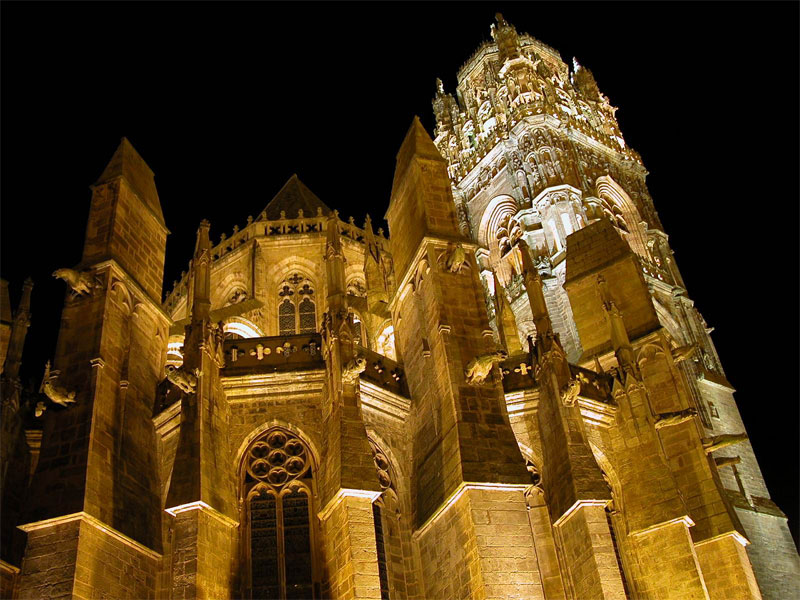
Cathédrale de nuit
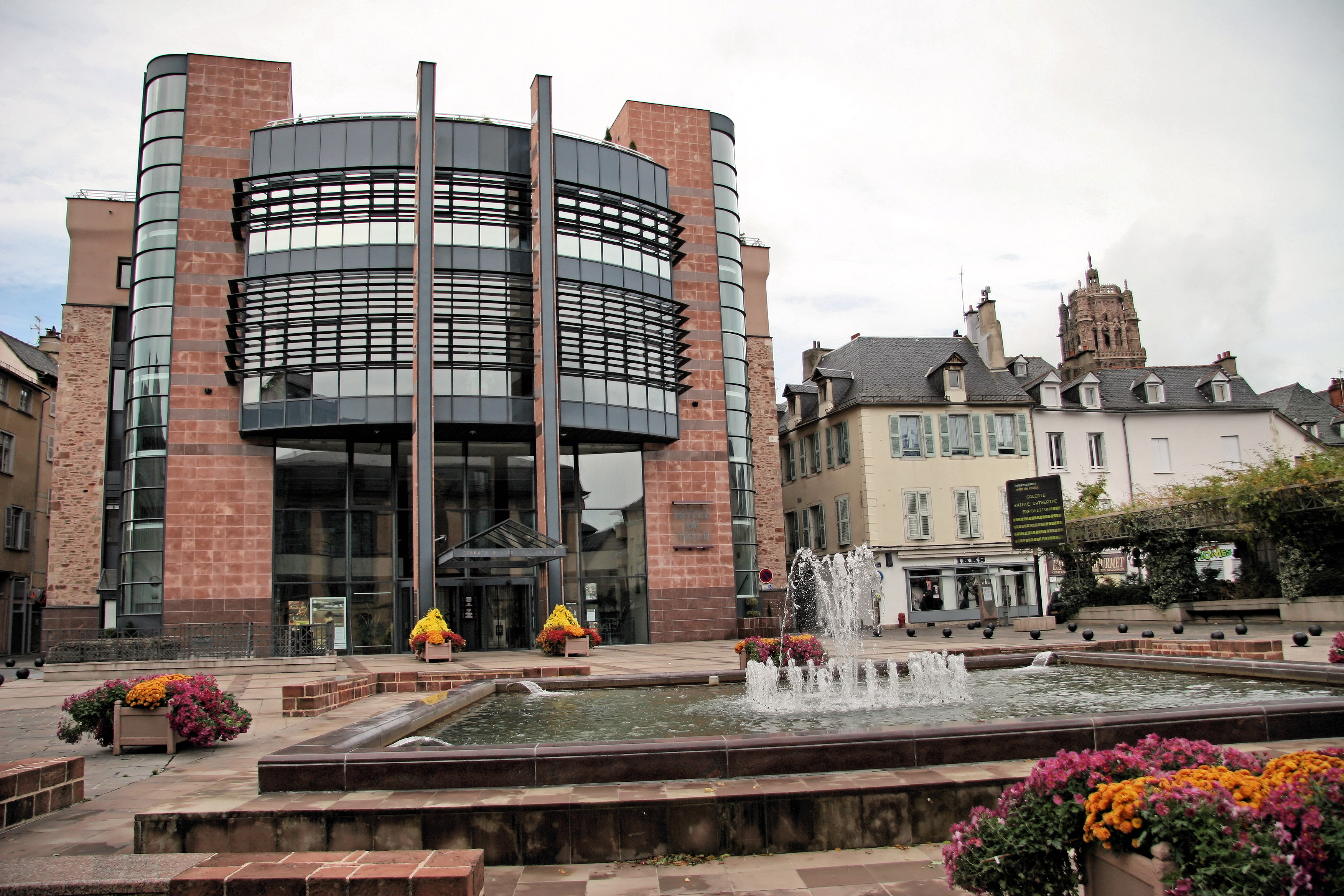
Hôtel de Ville
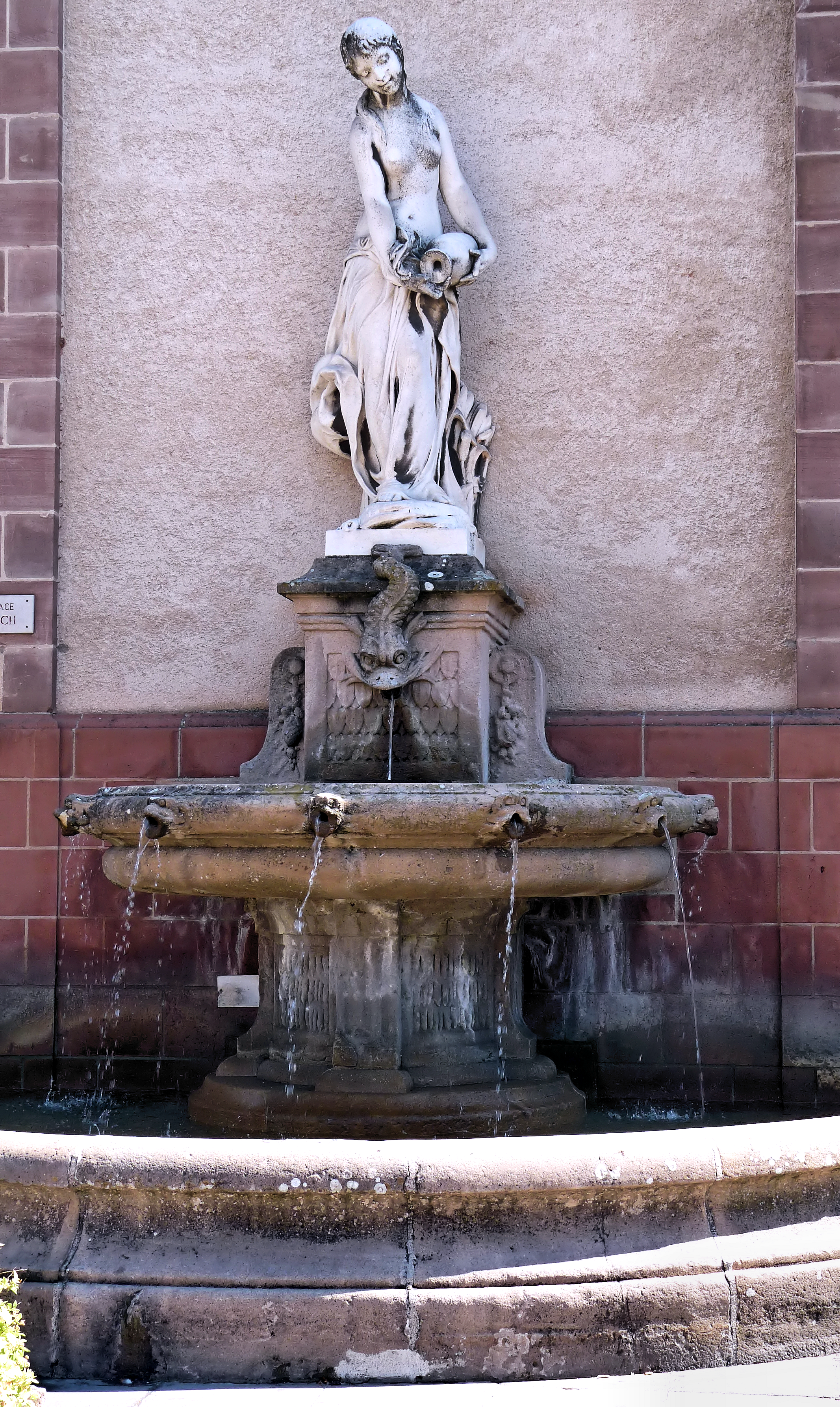
La Naïade de Vors de Denys Puech sur la Place Foch
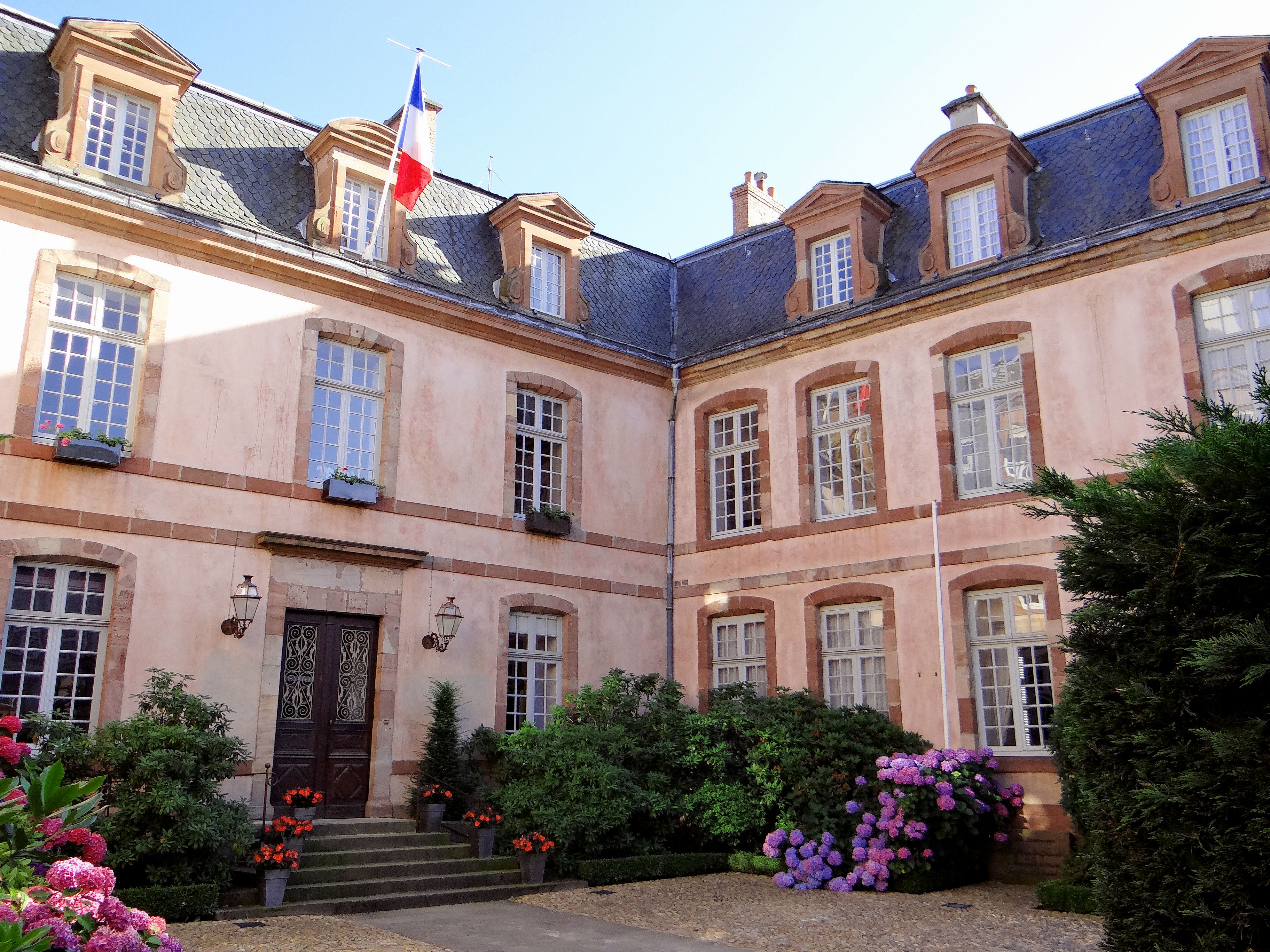
Hôtel Lenormand d'Ayssènes